# Аркуш (Ковасна)
Аркуш (рум. Arcuș) насеље је у Румунији у округу Ковасна у општини Аркуш. Oпштина се налази на надморској висини од 574 m.

## Становништво
Према подацима из 2002. године у насељу је живело 1288 становника.

### Попис2002.
| Расподела становништва по националности 2002.‍ | Расподела становништва по националности 2002.‍ | Расподела становништва по националности 2002.‍ | Расподела становништва по националности 2002.‍ | Расподела становништва по националности 2002.‍ |
| --------------------------------------------- | --------------------------------------------- | --------------------------------------------- | --------------------------------------------- | --------------------------------------------- |
|                                               |                                               |                                               |                                               |                                               |
| Румуни                                        | Румуни                                        |                                               | 34                                            | 2,6%                                          |
| Мађари                                        | Мађари                                        |                                               | 1.253                                         | 97,4%                                         |